# Veneziana (tenda)

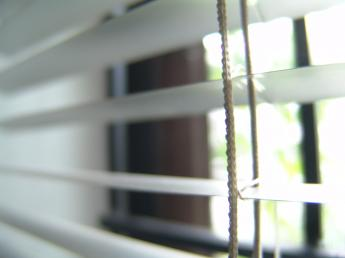
Particolare delle lamelle

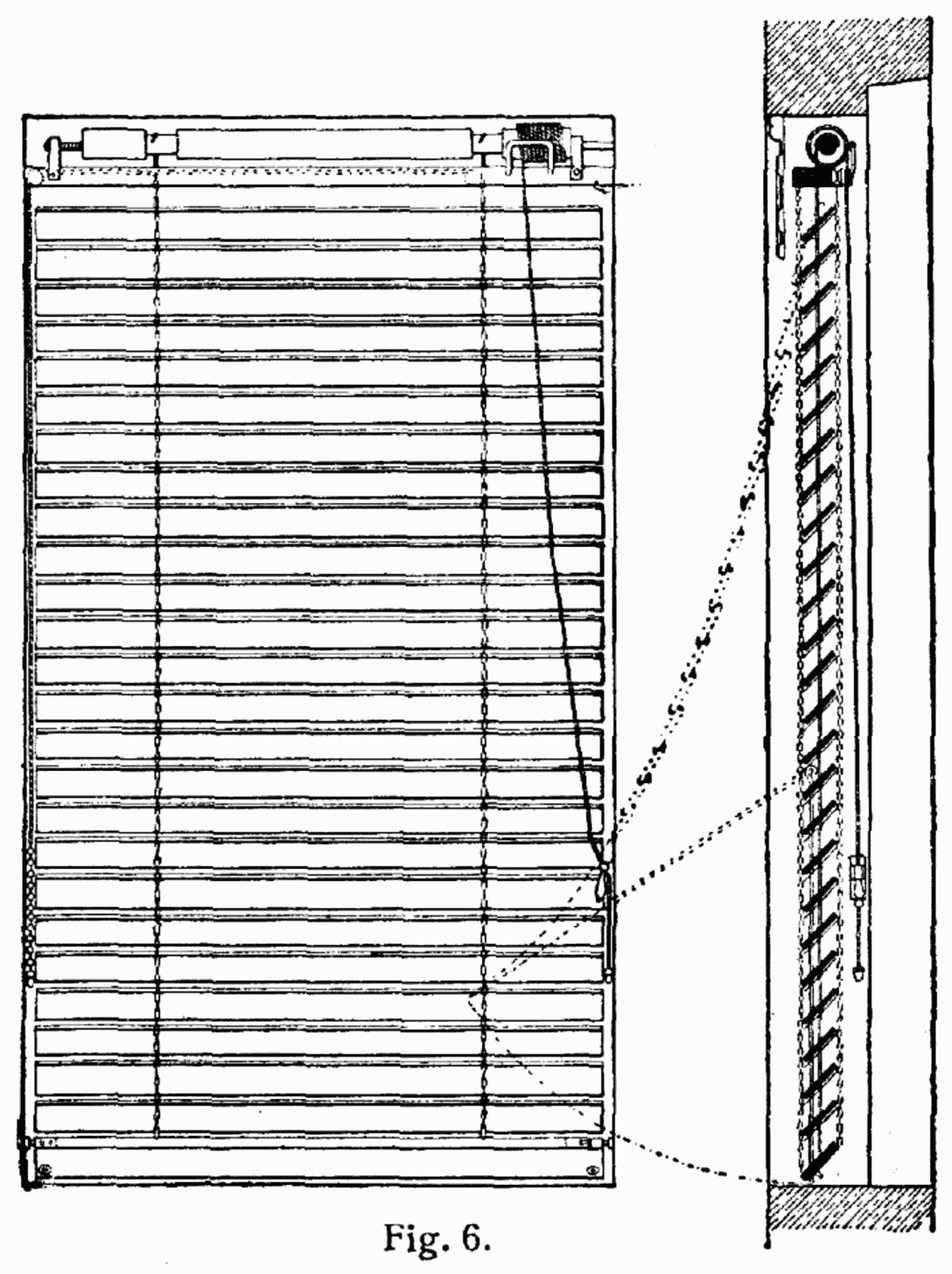
Disegno schematico di una veneziana

La veneziana o tenda alla veneziana è un tipo di schermo solare integrato nell'infisso. Si pensa che questa tipologia di tenda abbia origine in Giappone, dove sono tuttora ampiamente utilizzate. Tuttavia si deve ai veneziani, che già nel XIV secolo intrattenevano rapporti commerciali con il paese del Sol Levante, il perfezionamento del sistema e la sua diffusione nel mondo occidentale.
È formata da lamelle regolabili. La regolazione dell'inclinazione delle lamelle permette di decidere la quantità di luce solare entrante e, se chiuse completamente, impediscono la visuale di persone esterne all'interno della stanza.

## Tipologie
Esistono tre tipi fondamentali di veneziana: quella interna, quella esterna e quella intermedia.

### Veneziana interna
È il tipo più comune. Si tratta di schermi formate da lamelle rigide orizzontali in alluminio, comandate da cordicelle di materiale sintetico; consentono una regolazione della luce in modo graduale fino al completo oscuramento dell'interno, ma non possono contrastare l'aumento di temperatura dovuto alla radiazione solare; di notte la veneziana riesce a limitare le dispersioni termiche causate dall'irraggiamento attraverso il vetro.

### Veneziana esterna
Si tratta di uno schermo formato da lamelle orizzontali di alluminio verniciato e profilato a freddo; ha sezione arcuata ed è provvista di nervature d'irrigidimento con larghezza di 50 mm o 80 mm e di una lunghezza massima di 400 cm; ognuna delle lamelle è dotata di pivotti di scorrimento, inseriti in guide laterali in alluminio con sezione a U, che impediscono urti provocati dal vento; i dispositivi di manovra sono contenuti in un cassone di lamiera posto superiormente, la stecca di base è di lamiera di acciaio a sezione lenticolare; un argano a frizione orienta e solleva le lamelle; quando è completamente aperta, la veneziana si raccoglie in alto, davanti al serramento o dietro la veletta; l'ingombro è contenuto: se il serramento è alto 250 cm l'altezza della veneziana raccolta è di circa 30 cm, compreso il cassonetto superiore.
La veneziana esterna consente un'ottima regolazione della luminosità e un ottimo controllo della radiazione solare perché i raggi vengono intercettati prima di raggiungere il vetro, impedendone il riscaldamento; il sistema di regolazione delle lamelle fa sì che d'estate sia possibile escludere completamente la radiazione solare, mentre d'inverno è possibile esporre completamente al sole il vetro; dato che lo schermo è esposto alle intemperie e in particolare all'azione del vento, risulta particolarmente importante la rigidità delle lamelle e la tenuta delle guide laterali.

### Veneziana intermedia
È un tipo di veneziana con lamelle molto strette che viene posta all'interno di vetrate isolanti; dato che la camera interna deve essere sigillata perfettamente per evitare che si depositi povere o si formi condensa, esiste una difficoltà tecnica per realizzare i rimandi per le manovre: i fori per il passaggio dei cavetti di comando creerebbero problemi di tenuta e risulta quindi impossibile riparare guasti come l'accavallamento delle lamelle senza spaccare la vetrata stessa; per questo si usa di solito un tipo fisso, che non può essere raccolto superiormente e nel quale l'inclinazione delle lamelle è affidata a un magnete.
Questo schermo consente una regolazione graduale della luce che arriva all'interno dato che è in grado di escludere completamente la penetrazione del sole; il controllo solare invece è solo discreto: i raggi solari surriscaldano la veneziana e il calore che si raduna nell'intercapedine tra i due vetri è parzialmente ceduta all'interno; di notte le dispersioni termiche sono limitate, ma la visibilità è ridotta a causa delle lamelle.